# Ĥ
Ĥ, ou ĥ é a 11.a consoante do alfabeto esperanto, que representa a fricativa velar surda [x] ou a fricativa uvular surda [χ]. Seu nome em Esperanto é ĥo.
Esta letra consiste do "h" latino adicionado do acento circunflexo. Na sua versão minúscula, em algumas fontes tem seu acento centralizado em relação à base, em outras por cima da parte reta, e em outras por cima da parte arredondada.
|  |

Mesmo sendo escrita hx ou hh nos sistemas x e h respectivamente, normalmente é escrita Ĥ.

## Decaimento no uso
Adições e substituições vieram cedo e estavam em uso geral pela Primeira Guerra Mundial. Desde então o desaparecimento completo foi discutido, mas nunca chegou a acontecer. Em algumas palavras é preferido o ĥ a substituições existentes (antigas ou atuais), como ĥaoso vs. kaoso ("caos").
Muitas palavras comumente usam ĥ (Liĥtenŝtejno ("Liechtenstein"), Ĉeĥio (República Tcheca) etc.), algumas por já existirem palavras com as substituições mais comuns:
- eĥo ("eco") ≠ eko ("começo")
- ĉeĥo ("tcheco") ≠ ĉeko ("cheque")
- ĥoro ("chorus") ≠ koro ("coração") ≠ horo ("hora")